# Flegmasia
Flegmasia es el término comúnmente utilizado para describir el edema y dolor severo de la pierna en casos de trombosis venosas profundas que afectan a las venas ilíacas y la vena cava inferior misma.

Hay dos tipos:
- Flegmasia cerulea dolens: cuando hay cianosis grave con compromiso circulatorio.
- Flegmasia alba dolens: cuando hay cianosis, palidez, pero debido a la isquemia secundaria a compromiso del flujo sanguíneo que cesa para el retorno venoso. Es menos frecuente.